# Ernesto Pérez
Ernesto Pérez Lobo (* 5. September 1970 in Madrid) ist ein ehemaliger spanischer Judoka. Er gewann 1996 eine olympische Silbermedaille.

## Sportliche Karriere
Der 1,98 m große Pérez war von 1990 bis 2002 siebenmal spanischer Meister im Schwergewicht und viermal Zweiter. 1992 belegte er  sowohl den siebten Platz bei den Europameisterschaften in Paris als auch bei den Olympischen Spielen in Barcelona. Bei den Judo-Weltmeisterschaften 1993 erreichte er den fünften Platz in der offenen Klasse. 1995 belegte er den fünften Platz in der offenen Klasse bei den Europameisterschaften und den fünften Platz im Schwergewicht bei den Judo-Weltmeisterschaften 1995. 
1996 bei den Olympischen Spielen in Atlanta bezwang er den Türken Selim Tataroğlu, den Deutschen Frank Möller, den Ungarn Imre Csösz und im Halbfinale den Chinesen Liu Shenggang. Im Finale gewann der Franzose David Douillet nach 2:57 Minuten, Pérez erhielt die Silbermedaille.
1997 belegte der Spanier den fünften Platz bei den Europameisterschaften und den siebten Platz bei den Weltmeisterschaften. 1998 siegte Pérez bei den Studentenweltmeisterschaften sowohl im Schwergewicht als auch in der offenen Klasse. 1999 gewann er nach seiner Finalniederlage gegen Selim Tataroğlu die Silbermedaille in der offenen Klasse bei den Europameisterschaften. 2000 unterlag er im Schwergewichts-Halbfinale dem Niederländer Dennis van der Geest, durch einen Sieg über den Weißrussen Ruslan Scharapau sicherte sich Pérez eine Bronzemedaille. Bei den Olympischen Spielen in Sydney unterlag er im Achtelfinale dem Esten Indrek Pertelson, nach zwei Siegen in der Hoffnungsrunde unterlag er Selim Tataroğlu und belegte letztlich den siebten Platz. 2002 beendete Pérez seine internationale Karriere.